# KUD Barban
KUD Barban, kulturno-umjetničko društvo iz Barbana.

## Povijest
Osnovano je 17. travnja 1976. godine. Osnovali su ga Branko Blažina, Nives Benčić, Lucijan Benković, Romano Broskvar, Stanko Kancelar, Josip Maurić, Renata Osip, Anton Perčić, Noemi Sandrić, Ivica Stojkovski, Klara Špada, Olga Štifanić i Franko Vitaljić. U početku je bilo 30-ak članova i tri sekcije: folklorna, recitatorska i mješoviti pjevački zbor. Nastupali su na mnogobrojnim smotrama, susretima, festivalima i drugim manifestacijama. U KUD-u je djelovalo oko 350 članova, te je ostvareno više od 800 nastupa diljem Hrvatske i u inozemstvu. Od 2012. godine imaju svoju web stranicu. Djelovanjem KUD-a očuvano je gotovo 40 originalnih ženskih i muških narodnih nošnji, toliko još novih sašiveno, od zaborava otrgnuti mnogi lijepi stari napjevi i svirke, toliko koraka starih plesova naučeno i zapamćeno. 
Rad KUD-a Barban osobito je značajan za očuvanje karakterističnog pjevanja u tijesnim intervalima, odnosno pjevanja "na tanko i debelo", tarankanja, bugarenja i ostalih načina, koji su kao posebna vrednota uvršteni i na UNESCO-ov popis zaštićene nematerijalne baštine čovječanstva.
Tajnica je hrvatska pjesnikinja Nevia Kožljan. Kao svojevrsna zahvala pokojnom pjevaču Romanu Broskvaru koji je bio i jedan od osnivača KUD-a Barban, održana je 2008. prva glazbeno-folklorna manifestacija Kantajmo i svirimo po staroj užanci. Suorganizator je manifestacije Beside u jatu.

## Vanjske poveznice
- KUD Barban
- KUD Barban